# Anna
Anna  è un nome proprio di persona italiano femminile.

## Varianti
- Maschili: Anno[3]

### Varianti in altre lingue
- Amarico: ኃና ("Hana")
- Basco: Anne[1]
- Bielorusso: Ганна (Hanna)[1], Анна (Anna)[1]
- Bretone: Anna[1]
- Bulgaro: Анна (Anna)[1], Ана (Ana)[1]
- Catalano: Anna[1], Aina[1], Anaïs[1]
- Ceco: Hana[1], Anna[1]
- Croato: Ana[1], Hana[1], Jana[1]
- Danese: Anna[1], Anne[1], Hanna[1], Hanne[1]
- Ebraico: חַנָּה (Channah, Hannah)[1][4], חַנָה (Chanah)[1]
- Estone: Anna[1]
- Finlandese: Anna[1], Anne[1], Hanna[1]
- Francese: Anne[5], Hannah[1], Anaïs[1]
- Gallese: Ann, Nanno, Nanw, Nan
- Georgiano: ანა (Ana)[1]
- Greco biblico: Αννα (Anna)[1]
- Greco moderno: Άννα (Anna)
- Inglese: Hannah[1], Anna[6][7], Anne[6][7], Ann[6][7]
- Irlandese: Aine
- Islandese: Anna[1], Hanna[1]
- Latino: Anna[1][2]
- Ligure: Anna[8]
- Lituano: Ona[1]
- Lombardo: Ana
- Macedone: Ана (Ana)[1]
- Norvegese: Anna[1], Anne[1], Hanna[1], Hanne[1]
- Occitano: Anna[1], Anaïs[1]
- Olandese: Hanna[1], Hannah[1]
- Polacco: Anna[1], Hanna[1]
- Portoghese: Ana[1]
- Rumeno: Ana[1]
- Russo: Анна (Anna)[1]
- Serbo: Ана (Ana)[1]
- Slovacco: Hana[1], Anna[1]
- Sloveno: Ana[1]
- Spagnolo: Ana[1]
- Svedese: Anna[1], Anne[1], Hanna[1], Hanne[1]
- Tedesco: Hanna[1], Hannah[1], Hanne[1]
- Ucraino: Ганна (Hanna)[1]
- Ungherese: Anna[1]
- Yiddish: הענאַ (Hena)[1], הענע (Hene)[1], העניע (Henye)[1], הענדאַ (Henda)[1]

### Forme alterate e ipocoristiche
L'ampia diffusione del nome ha dato vita ad una nutrita schiera di forme alterate (perlopiù diminutivi) e ipocoristiche. Tra le più diffuse si possono citare oltre ad Anita e Anja, l'una di origine spagnola, l'altra russa, diffusesi in molte altre lingue, nonché Nina, ormai divenuto un nome a sé stante. Meritevole di citazione è inoltre il nome Nancy che, sebbene originatosi come ipocoristico di Agnese, ad oggi viene considerato generalmente un diminutivo di Anna. Oltre a queste forme si possono citare le seguenti:
- Bretone: Annick[9]
- Bulgaro: Анка (Anka)[9]
- Croato: Anka[9], Ankica[1], Anica[9]
- Ceco: Aneta[9], Nanynka, Nana
- Danese: Ane[9], Anika[9]
- Estone: Anu[9]
- Finlandese: Anu[9], Anneli[9], Hannele[9], Anni[9], Anniina[9], Annika[9], Annikki[9], Annukka[9]
- Francese: Anouk[9], Annette[9]
- Greco moderno: Αννούλα (Annoula)
- Inglese: Annie[7][9], Annette[9], Anissa[9], Nanette[9], Nannie[9], Nanny[9], Nan[9], Nettie[9]
- Italiano: Annetta[2][9], Annina[2], Annuccia[2], Annella[2], Nuccia[2], Netta[2], Nella[2]
  - Maschili: Annetto, Annino, Annuccio
- Lettone: Anete
- Ligure: Netta, Nettin, Nettiña[8]
- Norvegese: Anniken[9]
- Olandese: Anouk[9], Anika[9], Anke[9], Anneke[9], Ans[9], Antje[9]
- Piemontese: Neta, Netina
- Polacco: Anka[9]
- Rumeno: Anca[9]
- Russo: Анечка (Anečka),[10] Аннушка (Annuška)[9], Анушка (Anuška),[1] Анька (An'ka),[11] Анюта (Anjuta),[11] Аня (Anja)[11]
- Serbo: Анка (Anka)[9], Аница (Anica)[9]
- Slovacco: Anka, Hanka
- Sloveno: Anica[9]
- Svedese: Annica, Annika[9]
- Tedesco: Anika[9], Anina[9], Anika[9], Antje[9], Anke[9]
- Ungherese: Anikó[9], Annuska[9], Panni[9], Panka, Ancsa, Ani, Anci
- Yiddish: הֶנדְל (Hendel)[1]

Si contano inoltre numerose forme composte: fra quelle italiane, si possono ricordare Annabella, Annachiara, Annaclara, Annagiulia, Annalaura, Annalena, Annalisa, Annamaria, Annarosa, Annarita, Lisanna, Marianna, Rosanna. Tra quelle straniere degne di nota si annoverano Annabeth, Annelien e Leanne.

## Origine e diffusione
Deriva dal nome ebraico חַנָּה (Channah), che vuol dire "favore", "grazia"; il significato viene talvolta interpretato come "graziosa".
È un nome biblico: è presente nell'Antico Testamento, dove è portato da Anna, madre del profeta Samuele, e anche nel Nuovo Testamento, nella figura di Anna, l'anziana profetessa di Gerusalemme che, assieme a Simeone, riconobbe in Gesù bambino il Messia. La madre della Madonna, Anna, non è mai citata nei Vangeli e fa parte di una tradizione cristiana più tarda, tuttavia è stata proprio la sua popolarità in periodo medievale ad assicurare la diffusione del nome.
La lingua inglese conta il nome in diverse varianti: Hannah è quella usata generalmente in tutte le traduzioni della Bibbia (laddove l'italiano usa "Anna", ereditato dalle traduzioni greche e latine), ma cominciò a diventare comune solo con la Riforma protestante; Anne è il nome con cui è in genere chiamata la madre di Maria; la forma Anna entrò nell'uso comune a partire dal XVIII secolo.
Anna è stato il secondo nome femminile più diffuso in Italia nel XX secolo ed è stato anche tra i nomi femminili più attribuiti in Italia all'inizio del XXI secolo, infatti risulta al 10º posto negli anni 2000 e 2001. Inoltre, nelle forme "Anna" e "Hannah", ha la particolarità di essere palindromo; tuttavia nella sua forma originaria in lingua ebraica non è tale poiché la prima consonante è una "het" (ח) la cui pronuncia è simile al ch tedesco (come in Bach), mentre l'ultima consonante è una "he" (ה) la cui pronuncia è semplicemente quella di un' h aspirata.
Va notato che Anna coincide con alcuni altri nomi, di origine differente: ad esempio, il nome maschile Anna, portato da Anna, suocero di Caifa e sommo sacerdote nel Nuovo Testamento, che è propriamente un'abbreviazione del nome Anania; in lingua berbera, Anna significa "mamma".

## Onomastico

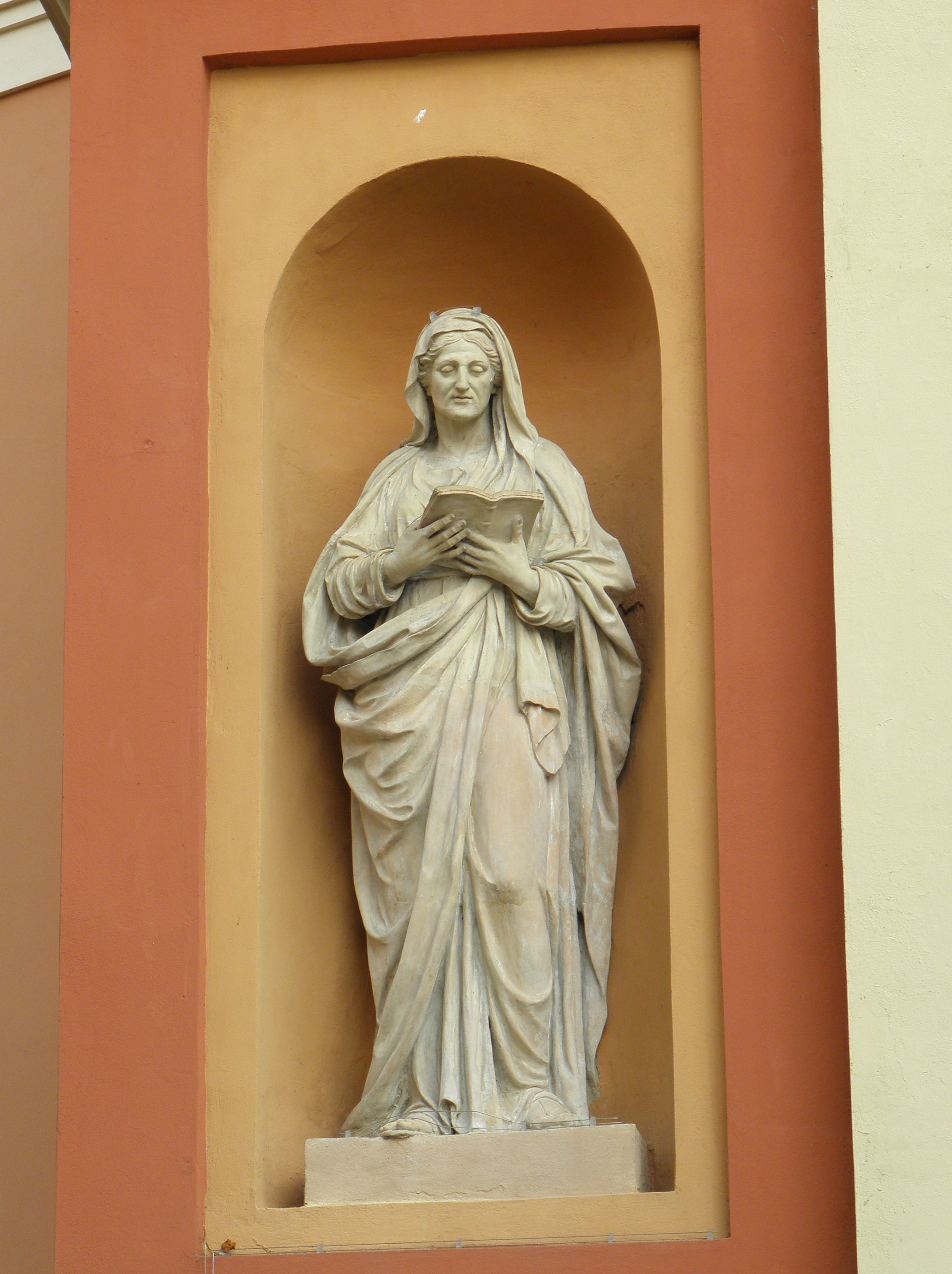
Sant'Anna nella chiesa di santa Maria a Baricella

Generalmente, l'onomastico viene festeggiato in memoria di sant'Anna, madre della Madonna, che viene festeggiata il 26 luglio dalla Chiesa cattolica e il 9 dicembre (dormizione) e il 25 luglio (concezione) da quella ortodossa. Sono comunque numerose le sante e le beate con questo nome, fra le quali si ricordano, alle date seguenti:
- 10 gennaio, beata Anna degli Angeli Monteagudo, domenicana[17]
- 1º febbraio, beata Maria Anna Vaillot, martire con altre compagne ad Avrillé[17]
- 3 febbraio, sant'Anna, profetessa[17][20]
- 9 febbraio, beata Anna Katharina Emmerick, monaca agostiniana e mistica[17]
- 10 febbraio, sant'Anna di Novgorod, principessa, moglie di Jaroslav I di Kiev[21]
- 27 febbraio, sant'Anna Line, vedova e martire a Londra[17]
- 26 marzo, sant'Anna, martire in Crimea[22]
- 17 aprile, sant'Anna, monaca, una dei Martiri persiani
- 6 maggio, beata Anna Rosa Gattorno, fondatrice della congregazione delle Figlie di Sant'Anna[17]
- 7 giugno, beata Anna di San Bartolomeo, carmelitana scalza[17]
- 9 giugno, beata Anna Maria Taigi, madre di famiglia[17]
- 12 giugno, sant'Anna di Kašin, principessa di Pskov[23]
- 13 giugno, sant'Anna di Costantinopoli, vedova ed eremita[24]
- 11 luglio, sante Anna An Xinzhi e Anna An Jiaozhi, vergini e martiri a Liugongyin (Hebei)[17]
- 15 luglio, beata Anne-Marie Javouhey, fondatrice delle Suore di San Giuseppe di Cluny[17]
- 6 agosto, sant'Anna Paleologina, imperatrice bizantina[17]
- 20 luglio, sant'Anna Wang, martire a Majiazhuang (diocesi di Yongnian)[17]
- 5 ottobre, sant'Anna Schäffer, vergine[17]
- 9 dicembre, sant'Anna, madre del profeta Samuele[17][25]

## Persone

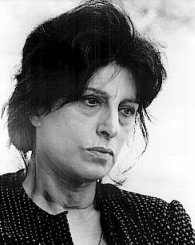
Anna Magnani

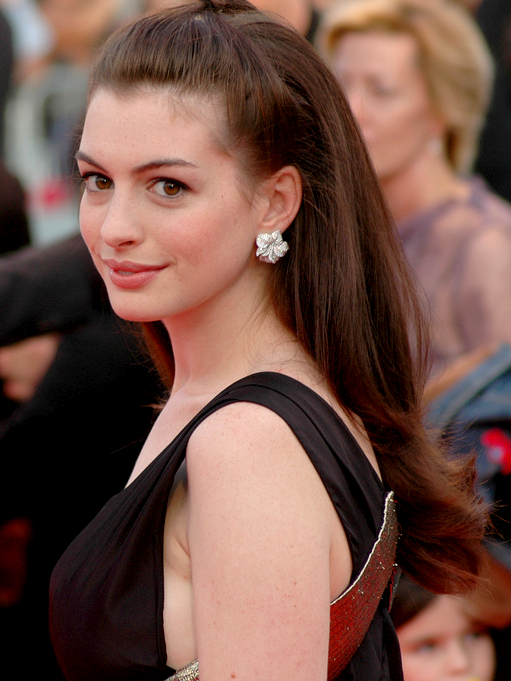
Anne Hathaway

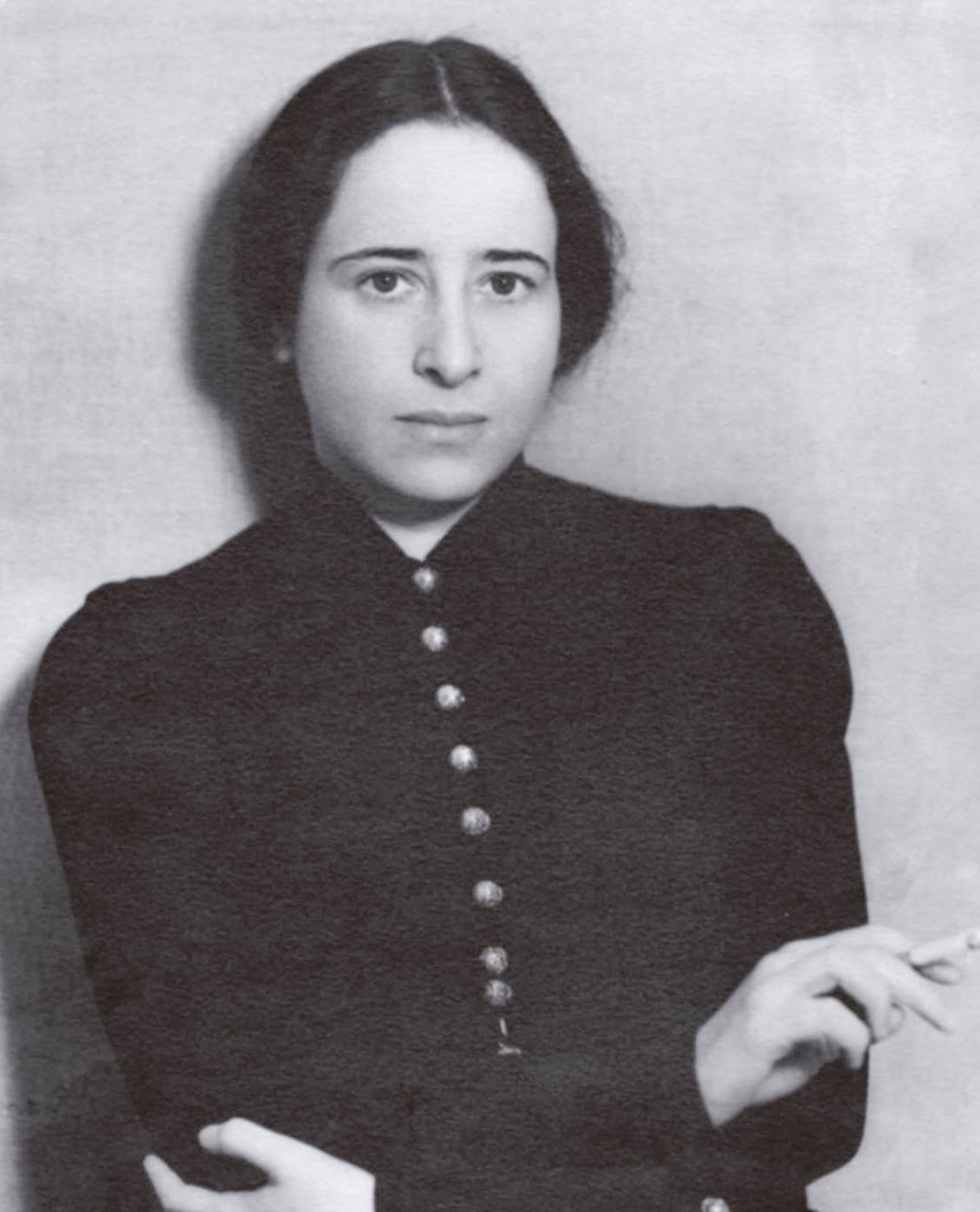
Hannah Arendt

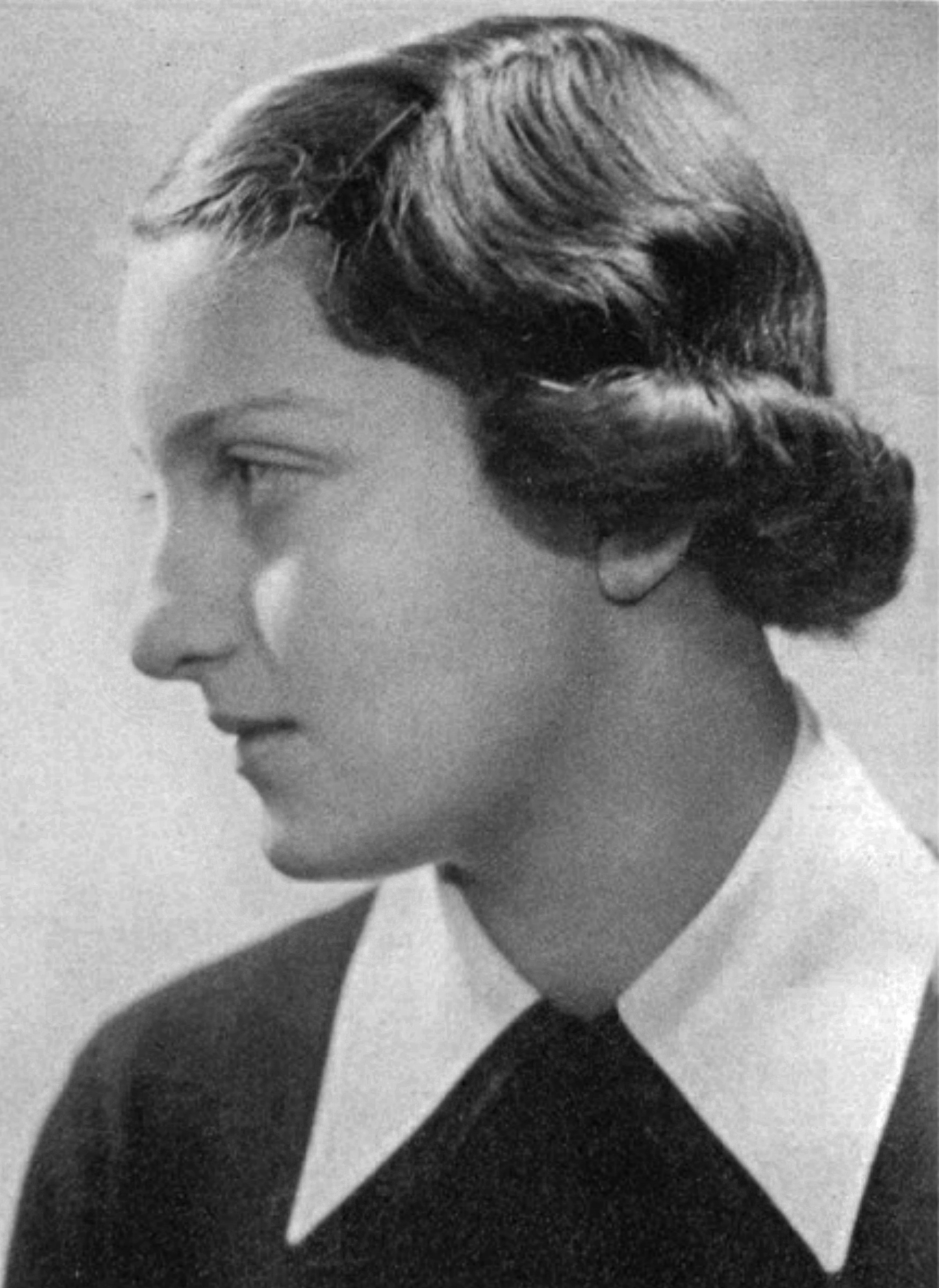
Hannah Szenes

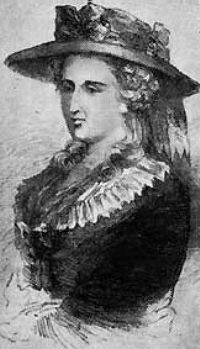
Ann Radcliffe

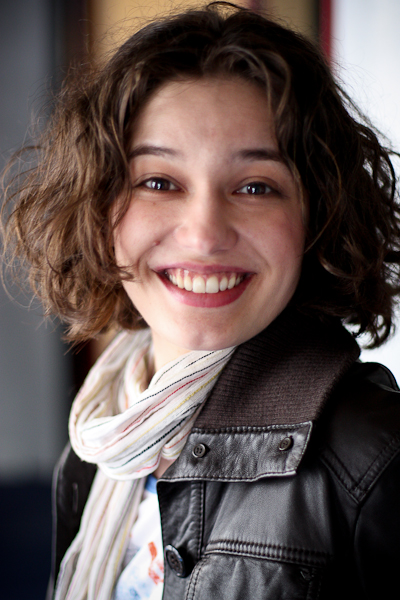
Ana Caterina Morariu

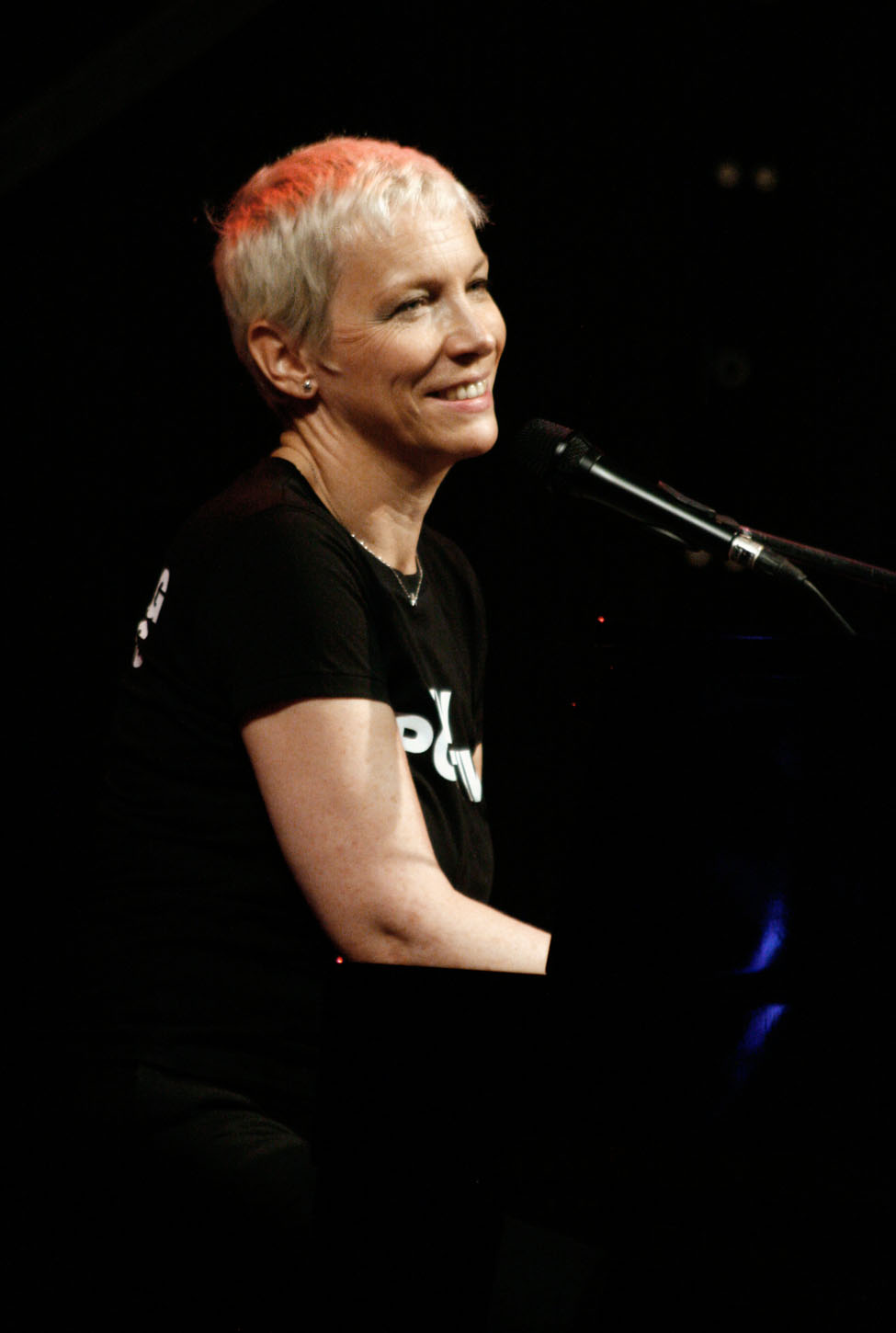
Annie Lennox

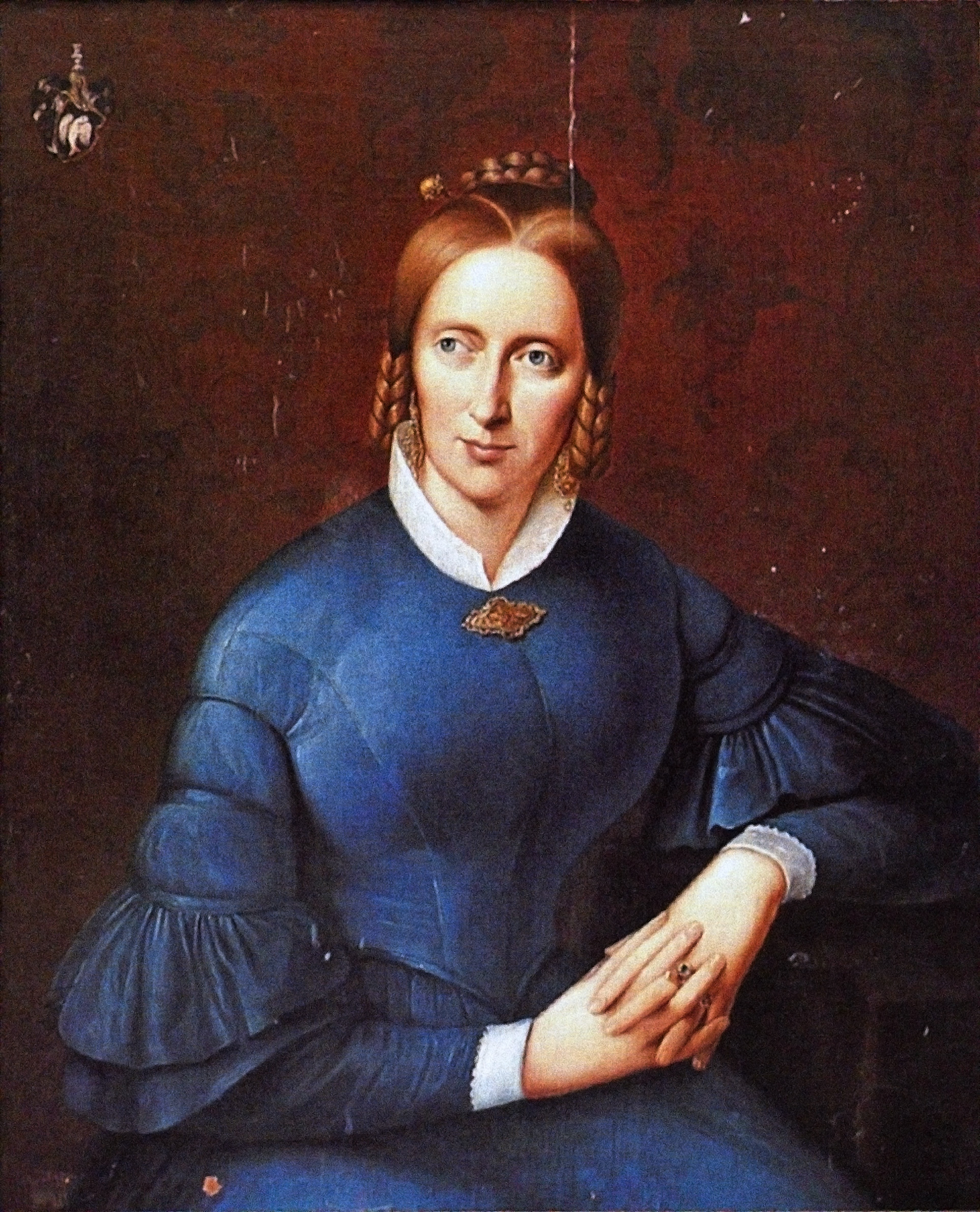
Annette von Droste-Hülshoff

- Anna, principessa reale, figlia di Elisabetta II del Regno Unito
- Anna di Bretagna, regina consorte di Francia
- Anna I di Russia, imperatrice di Russia
- Anna Andreevna Achmatova, poetessa russa
- Anna Bolena, regina consorte d'Inghilterra
- Anna Comnena, storica e principessa bizantina
- Anna Faris, attrice statunitense
- Anna Frank, ragazza ebrea tedesca che scrisse un diario-memoria della propria deportazione, divenuta simbolo della Shoah
- Anna Freud, psicoanalista austriaca
- Anna Harrison, first lady statunitense
- Anna Jagellone, Sacra Romana Imperatrice
- Anna Kendrick, attrice e cantante statunitense
- Anna Kuliscioff, anarchica, medico e rivoluzionaria russa
- Anna Kurnikova, tennista e modella russa
- Anna Magnani, attrice italiana
- Anna Marchesini, attrice teatrale, comica e doppiatrice italiana
- Anna Mazzamauro, attrice italiana
- Anna Miserocchi, attrice e doppiatrice italiana
- Anna Neagle, attrice britannica
- Anna Oxa, cantante e conduttrice televisiva italiana
- Anna Pepe, cantante italiana
- Anna Proclemer, attrice e doppiatrice italiana
- Anna Stepanovna Politkovskaja, giornalista russa
- Anna Tatangelo, cantautrice italiana
- Anna Torv, attrice australiana
- Anna Valle, attrice italiana
- Anna Wintour, giornalista britannica

### Variante Anne
- Anne Bancroft, attrice, regista e sceneggiatrice statunitense
- Anne Baxter, attrice statunitense
- Anne Bonny, pirata irlandese
- Anne Brontë, scrittrice britannica
- Anne d'Arpajon, nobildonna francese
- Anne Francis, attrice statunitense
- Anne Geddes, fotografa australiana
- Anne Hathaway, attrice statunitense
- Anne Heche, attrice e regista statunitense
- Anne McCaffrey, scrittrice statunitense
- Anne Morrow Lindbergh, scrittrice e aviatrice statunitense
- Anne Perry, scrittrice britannica
- Anne Reid, attrice britannica
- Anne Rice, scrittrice statunitense

### Variante Hanna
- Hanna Balabanova, canoista ucraina
- Hanna Bezsonova, ginnasta ucraina
- Hanna R. Hall, attrice statunitense
- Hanna Ljungberg, calciatrice svedese
- Hanna Mariën, atleta e bobbista belga
- Hanna Pakarinen, cantante finlandese
- Hanna Reitsch, aviatrice tedesca
- Hanna Schygulla, attrice tedesca
- Hanna-Maria Seppälä, nuotatrice finlandese
- Hanna Smoktunowicz, giornalista polacca
- Hanna Suchocka, politica polacca
- Hanna Thompson, schermitrice statunitense

### Variante Hannah
- Hannah Arendt, filosofa, storica e scrittrice tedesca naturalizzata statunitense
- Hannah Cockroft, atleta britannica
- Hannah Davis, canoista australiana
- Hannah Goslar, migliore amica di Anna Frank
- Hannah Harper, pornoattrice britannica
- Hannah Herzsprung, attrice tedesca
- Hannah Hilton, pornoattrice statunitense
- Hannah Höch, artista tedesca
- Hannah Kearney, sciatrice freestyle statunitense
- Hannah Murray, attrice britannica
- Hannah Simone, attrice canadese
- Hannah Spearritt, attrice e cantante britannica
- Hannah Stockbauer, nuotatrice tedesca
- Hannah Szenes, militare e poetessa ungherese
- Hannah Teter, snowboarder statunitense
- Hannah van der Westhuysen, attrice britannica
- Hannah Wang, attrice australiana

### Variante Ann
- Ann-Margret, attrice e cantante svedese naturalizzata statunitense
- Ann Coulter, scrittrice e opinionista statunitense
- Ann Dowd, attrice statunitense
- Ann Dvorak, attrice statunitense
- Ann Little, attrice e doppiatrice statunitense
- Ann McLaughlin Korologos, politica e dirigente d'azienda statunitense
- Ann Miller, attrice, ballerina e cantante statunitense
- Ann Radcliffe, scrittrice britannica
- Ann Eliza Young, moglie di Brigham Young

### Variante Ana
- Ana Beatriz Barros, supermodella brasiliana
- Ana Nogueira de Lucas, supercentenaria brasiliana
- Ana Ivanović, tennista serba
- Ana Johnsson, cantante svedese
- Ana Emilia Lahitte, poetessa, scrittrice e giornalista argentina
- Ana María Matute, scrittrice spagnola
- Ana Mena, cantante e attrice spagnola
- Ana Caterina Morariu, attrice romena
- Ana Obregón, attrice, conduttrice televisiva e sceneggiatrice spagnola
- Ana Pauker, politica romena
- Ana Popović, chitarrista e cantante serba

### Variante Hana
- Hana Machová, cestista ceca
- Hana Mandlíková, tennista ceca naturalizzata australiana

### Variante Annie
- Annie Girardot, attrice francese
- Annie Golden, attrice e cantante statunitense
- Annie Grégorio, attrice francese
- Annie Leibovitz, fotografa statunitense
- Annie Lennox, cantante britannica
- Annie Potts, attrice e doppiatrice statunitense
- Annie Vivanti, poetessa italiana

### Variante Annette
- Annette Badland, attrice britannica
- Annette Bening, attrice statunitense
- Annette Crosbie, attrice scozzese
- Annette Dobmeier, schermitrice tedesca
- Annette Hanshaw, cantante statunitense
- Annette Haven, ex pornoattrice statunitense
- Annette Klug, schermitrice tedesca
- Annette O'Toole, attrice e ballerina statunitense
- Annette Schwarz, ex pornoattrice tedesca
- Annette Strøyberg, attrice danese
- Annette von Droste-Hülshoff, scrittrice e poetessa tedesca

### Variante Anette
- Anette Abrahamsson, pittrice e insegnante svedese
- Anette Bøe, fondista norvegese
- Anette Olzon, cantante svedese
- Anette Rückes, atleta tedesca

### Variante maschile Anne
- Anne de Joyeuse, nobile francese
- Anne de Montmorency, militare e nobile francese
- Anne de Perusse d'Escars de Giury, cardinale francese
- Anne du Bourg, magistrato francese
- Anne Robert Jacques Turgot, economista e filosofo francese

### Altre varianti
- Ainett Stephens, modella e personaggio televisivo venezuelana naturalizzata italiana

## Il nome nelle arti
- Anna è un personaggio dell'Eneide, sorella della regina Didone.
- Anna Karenina è la protagonista dell'omonimo romanzo scritto da Lev Tolstoj.
- Anna è la protagonista del romanzo Anna dai capelli rossi scritto da Lucy Maud Montgomery (col titolo originale Anne of Green Gables) e dei vari adattamenti teatrali, televisivi e a cartoni animati tratti da esso.
- Hannah Abbott è un personaggio della serie di romanzi Harry Potter, creata da J. K. Rowling.
- Hanna Marin è una protagonista dei romanzi della serie Giovani, carine e bugiarde, scritti da Sara Shepard, e della serie televisiva da essi tratta Pretty Little Liars.
- Anna Williams è il nome di un personaggio della serie di videogiochi Tekken.
- La Motonave Anna è una nave della serie Pokémon.
- Annetta è un personaggio del romanzo Una vita di Italo Svevo.

### Cinema
- Anna, film del 1918, diretto da Henry Edwards.
- Anna, film del 1951, diretto da Alberto Lattuada con Silvana Mangano.
- Anna dei miracoli (titolo originaleThe Miracle Worker), film del 1962 diretto da Arthur Penn con Anne Bancroft doppiata da Anna Proclemer ispirato alla storia vera della sorda-cieca Helen Keller e della sua insegnante Anne Sullivan.
- Anna dei mille giorni (titolo originale Anne of the Thousand Days), film del 1968 diretto da Charles Jarrott, sulla figura storica di Anna Bolena (Anne Boleyn).
- Anna, film del 1970, diretto da Jörn Donner
- Anna, film del 1975, diretto da Alberto Grifi e Massimo Sarchielli.
- Anna, film del 1987, diretto da Yurek Bogayevicz.
- Hannah e le sue sorelle è un film del 1986, diretto da Woody Allen.
- Anna: 6-18, film del 1993, diretto da Nikita Sergeevič Michalkov
- Anna, film del 2019, diretto da Luc Besson
- Anna, cortometraggio del 2019, diretto da Dekel Berenson

#### Personaggi cinematografici
- Anna Molteni è la protagonista del secondo episodio del film del 1963 Ieri, oggi, domani, diretto da Vittorio De Sica; l'episodio s'intitola appunto Anna.
- Anne Lewis è un personaggio della trilogia cinematografica di RoboCop.
- Anna Morgan è un personaggio del film The Ring e del relativo sequel.
- Anna è la protagonista del film Frozen - Il regno di ghiaccio (2013).

### Musica
- Anna (Go to Him) è una canzone di Arthur Alexander, cantata e incisa anche dai Beatles.
- Anna è una canzone di Lucio Battisti.
- Anna da dimenticare è una canzone de I Nuovi Angeli.
- Anna e Marco è una canzone di Lucio Dalla.
- Perdendo Anna è una canzone di Umberto Tozzi.
- Ana Ng è una canzone dei They Might Be Giants.
- Anna Verrà è una canzone di Pino Daniele.
- Anna è una canzone di Carlo Zannetti.
- Annaré e Anna se sposa sono titoli di due canzoni di Gigi D'Alessio.
- Anna dimmi sì è un titolo di una canzone di Laura Pausini.
- Anna viviamo è una canzone di Marco Masini.

### TV
- Anna Ortese è la protagonista dello sceneggiato Dov'è Anna?.
- Anna è la protagonista della soap opera francese Anna, giorno dopo giorno.
- Ana Lucia Cortez è un personaggio della serie televisiva Lost.
- Hana Gitelman è un personaggio della serie televisiva Heroes.
- Hannah Montana è lo pseudonimo di Miley Stewart, personaggio della serie televisiva Hannah Montana.
- Hannah Saalfeld è un personaggio della soap opera Tempesta d'amore.
- Annette è la protagonista della serie televisiva Sui monti con Annette.
- Hanna Marin è una delle protagoniste della serie televisiva Pretty Little Liars.
- Hanna, protagonista dell'omonima serie televisiva statunitense.
- Anna Ciccia è un personaggio della serie televisiva Mario.

## Curiosità
- Anna O. è il nome letterario attribuito ad una paziente di Josef Breuer, Bertha Pappenheim. Del caso si interessò successivamente Freud, che ne trasse importanti stimoli per la nascente psicoanalisi.